# ماوسونیایان
ماوسونیایان(نام علمی: Mawsoniidae) نام یک تیره از راسته تهی‌خار است.